# Profundidade de cratera
A profundidade de uma cratera em qualquer planeta sólido ou satélite natural, seja uma cratera vulcânica ou cratera de impacto, pode ser medida do nível da superfície até seu ponto mais baixo.